# Francisco Martínez (piłkarz)
Francisco Enrique „Chelito” Martínez Hernández (ur. 29 października 1992 w Santa Elena) – honduraski piłkarz występujący na pozycji defensywnego pomocnika, od 2022 roku zawodnik Marathónu.